# Defensa Civil Siria
La Defensa Civil Siria (en árabe: الدفاع المدني السوري y Syrian Civil Defence, SCD, en inglés), también conocida como los Cascos Blancos (White Helmets), se autodefine como una organización de voluntarios para la protección y asistencia de civiles en las zonas controladas por los distintos grupos rebeldes opuestos al gobierno de Siria, en el contexto de la Guerra Civil Siria, y con especial presencia mediática durante la ofensiva por la ciudad de Alepo. Tras la batalla de Alepo, sus acciones perdieron influencia, aunque se mantienen activos en Guta Oriental e Idlib.
Partidarios de la oposición siria, el apoyo externo a la organización se canaliza a través de Mayday Rescue, una fundación registrada en los Países Bajos y cuya financiación procede principalmente de gobiernos occidentales, especialmente de Reino Unido y Estados Unidos.

## Historia
El entrenamiento de voluntarios civiles comenzó a principios de 2013 a cargo de un consultor de seguridad británico, James Le Mesurier, como respuesta «al bombardeo indiscriminado de las zonas rebeldes sirias por la Fuerza Aérea Árabe Siria», según sus promotores. Más adelante, la ONG turca AKUT y la agencia Analysis, Research and Knowledge (ARK) se unieron al programa.
Desde entonces, los grupos de voluntarios alcanzaron el ámbito nacional con 2850 voluntarios operando a través de 114 centros presentes en ocho Gobernaciones: Alepo, Idlib, Latakia, Hama, Homs, Damasco, la Campiña de Damasco y Daraa. El 25 de octubre de 2014 , los miembros de estos grupos autoorganizados se reunieron y votaron la formación de una entidad única: la Defensa Civil Siria.
La organización reclamaba haber rescatado a más de 40 000 personas de los bombardeos provocados por la Fuerza Aérea del Ejército Sirio hasta principios de 2016, el cual ha sido acusado de crímenes de guerra por Naciones Unidas. Por esta labor fue nominada al Premio Nobel de la Paz de 2016. A finales de 2016, según el gobierno francés, la organización contaba con 121 centros y 3000 voluntarios que habían salvado la vida a más de 60 000 personas.

## Operaciones
La SCD declara que su misión es «salvar el mayor número de vidas en el menor tiempo posible y minimizar el daño a otras personas y a la propiedad».
Su trabajo consiste en quince de las tareas de defensa recogidas en el derecho humanitario internacional; la mayor parte de su actividad se basa en la búsqueda y rescate de las personas en zonas bombardeadas y de combate, así como del abastecimiento de bienes esenciales. El trabajo más prominente de la SCD ha sido el de rescatar a los civiles en las zonas que son atacadas por el Ejército sirio con bombas de barril, explosivos improvisados lanzados desde helicópteros Mi-17 y Mi-24.
Ha sido descrito como «uno de los trabajos más peligrosos del mundo», y más de 130 Cascos Blancos han perdido la vida en el ejercicio de sus tareas.

## Afiliación política y financiación

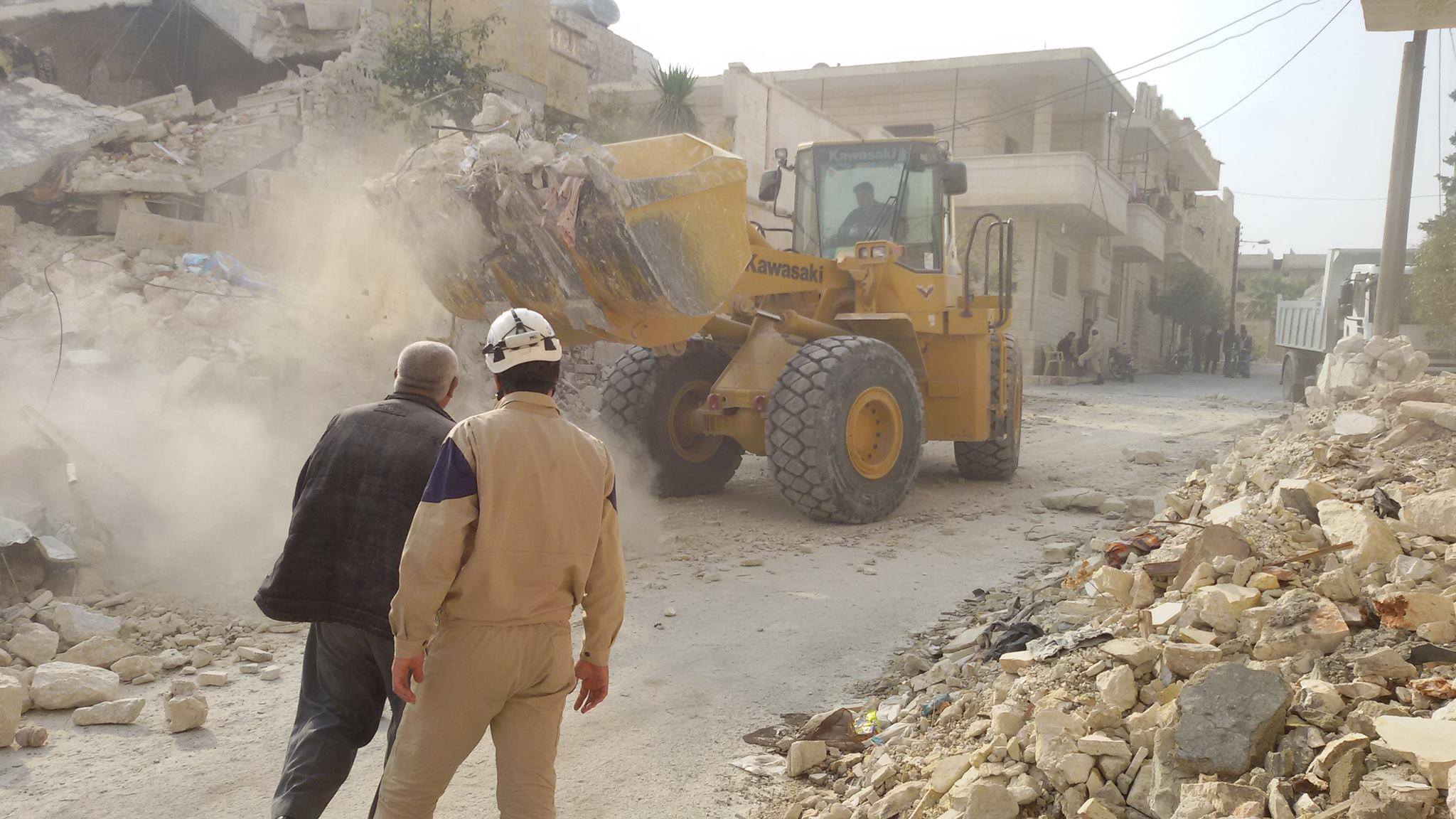
Un equipo de emergencia (uno de sus integrantes con uniforme de White Helmets) retira escombros con maquinaria pesada entregada por USAID tras un ataque en noviembre de 2014

La Defensa Civil Siria fue fundada en 2013 por James Le Mesurier, un exoficial del ejército británico y en ese momento consultor de seguridad privada que trabajaba como director del «programa de apoyo a la Defensa Civil Siria», programa a cargo de la consultora Analysis, Research and Knowledge (ARK), perteneciente a los Emiratos Árabes Unidos. La SCD se autodenomina «como una ONG humanitaria neutral e imparcial sin ninguna afiliación oficial a cualquier actor políticos o militar y que tiene el compromiso de prestar servicio a cualquiera que lo necesite, independientemente de su afiliación religiosa o política». Como las demás ONG que operan en territorio rebelde, White Helmets negocia el acceso humanitario con las organizaciones, grupos armados, ayuntamientos o gobiernos provinciales.
Un año después de su fundación, en 2014, el propio Le Mesurier fundó la fundación Mayday Recue, registrada en los Países Bajos y a través de donde se canaliza la financiación internacional a la organización. Mayday Rescue tiene oficinas en Ámsterdam, Dubái, Jordania y Turquía. James Le Mesurier fue galardonado con la Orden del Imperio Británico en junio de 2016 por «sus servicios en la defensa civil de Siria y la protección de civiles sirios».
La organización no está afiliada a la Organización Internacional de Protección Civil (OIPC), ni tiene vínculos con las Fuerzas de Defensa Civil de Siria, que si ha sido miembro de la OIPC desde 1972.

### Financiación
La organización recibe su financiación principalmente de organismos de ayuda de varios gobiernos occidentales. En un principio, su mayor fuente de ingresos fue el Ministerio de Relaciones Exteriores y de la Mancomunidad de Naciones (Foreign Office) de Reino Unido, que canalizaba los fondos a través de la oficina en Estambul de Mayday Rescue.
Los donantes incluyen al gobierno de Dinamarca, al gobierno de Alemania, a la Agencia Japonesa de Cooperación Internacional, al CSSF de Reino Unido, a la Agencia de los Estados Unidos para el Desarrollo Internacional (USAID) o al Ministerio de Asuntos Exteriores de Holanda. USAID es el mayor donante, con contribuciones desde 2013 por valor de al menos 23 millones de dólares, mientras que Reino Unido habría proporcionado 15 millones de libras entre 2012 y noviembre de 2015. Para octubre de 2016, la aportación británica se habría incrementado hasta los 32 millones de libras, según el propio gobierno británico.
Desde 2016, la organización ha incorporado nuevas fuentes de financiación, como la proporcionada por Chemonics International, una organización privada estadounidense de desarrollo internacional y uno de los principales contratistas de USAID. También ha recibido donaciones particulares por Internet a su «Hero Fund», fondo destinado al tratamiento de voluntarios heridos y para apoyar a sus familias.

## Impacto mediático, promoción y críticas
Defensa Civil Siria es ampliamente citado o presentado como fuente en los medios de comunicación regionales e internacionales en su cobertura sobre el conflicto en Siria. Están considerados como una organización capaz de proporcionar a los medios información actualizada sobre ataques a objetivos civiles. La organización ha protagonizado reportajes en medios como CNN, The Guardian o en la web de blogs Medium, entre otros. Un miembro notable de los White Helmets fue Khaled Omar Harrah, que alcanzó gran repercusión tras rescatar entre las ruinas de un bombardeo en Alepo a un bebé, lo que le valió el apodo de «héroe de Alepo», y que falleció en un ataque aéreo en agosto de 2016.
El director de la organización, Raed Saleh, se ha opuesto a los bombardeos en áreas civiles y se ha dirigido al Consejo de Seguridad de Naciones Unidas y otros organismos internacionales en varias ocasiones. En abril de 2016, los funcionarios de aduanas estadounidenses del aeropuerto Dulles de Washington D. C. negaron la entrada al país a Saleh, sin que la Oficina de Aduanas y Protección Fronteriza de los Estados Unidos, dependiente del Departamento de Seguridad Nacional, expusiera públicamente las razones, si bien algunos analistas lo achacaron «a su condición de islamista radical».
Tanto el gobierno de Siria como sus aliados, sobre todo Rusia, han acusado a la organización de tomar partido por el bando opositor en la guerra y de colaborar estrechamente con grupos yihadistas como el Frente Al Nusra, la rama de Al Qaeda en Siria. También de falsificar pruebas sobre supuestos bombardeos y rescates y de ser «una organización creada por la OTAN para demonizar a Siria y Rusia». Al respecto, analistas occidentales señalan que la organización de Rahed solo actúa en zonas controladas por yihadistas y que ha sido utilizada con fines propagandísticos para precipitar un cambio de régimen en Siria favorable a Occidente.
El analista sirio Hasan Sivri calificó a los cascos blancos como el nuevo Ejército Libre Sirio por el impacto mediático que sus acciones tienen en la comunidad de países occidentales y según él esto sirve como una cortina a los diversos grupos armados yihadistas que utilizan la imagen de los cascos blancos para ganar apoyo internacional.
El sitio web de streaming, Netflix, lanzó un documental sobre la organización, titulado The White Helmets, el 16 de septiembre de 2016. El 26 de febrero de 2017 éste fue galardonado con el Premio Óscar al Mejor Documental Corto.
En 2018 la película titulada Last Men in Aleppo fue nominada a las 90.º Premios Óscar al mejor documental corto. Paralelamente en marzo del mismo año la película fue proyectada en los cines de la ciudad de Idlib, ocupada por los yihadistas.